# Benjamin Lincoln
Benjamin Lincoln (24. januar 1733 (datuma po starem in novem slogu) 13. januar 1733) – 9. maj 1810) je bil ameriški vojaški častnik. Služil je kot generalmajor v kontinentalni armadi med ameriško revolucionarno vojno. Lincoln je bil med vojno vpleten v tri večje predaje: njegovo sodelovanje v bitkah pri Saratogi (kmalu zatem je bil ranjen) je prispevalo k predaji britanske vojske s strani Johna Burgoyna, nadzoroval je največjo ameriško predajo v vojni pri obleganju Charlestona leta 1780 in kot namestnik Georga Washingtona je formalno sprejel britansko predajo pri obleganju Yorktowna.
Lincoln je od leta 1781 do 1783 služil kot prvi minister za vojno Združenih držav. Medtem, ko je bil minister za vojno, je Lincoln postal eden od prvih članov Družbe Cincinnatija Massachusettsa in je bil 9. junija 1783 izvoljen za prvega predsednika Družbe Cincinnati Massachusettsa. Po vojni je bil Lincoln aktiven v politiki v svojem rodnem Massachusettsu, večkrat je kandidiral za namestnika guvernerja, a je na tem mestu dobil le en mandat. Leta 1787 je Lincoln vodil milico (ki so jo zasebno financirali trgovci iz Massachusettsa) pri zatiranju Shaysovega upora in je bil močan podpornik nove ustave Združenih držav. V poznejših letih je bil politično vpliven carinik v pristanišču Boston.